# Kleuterleider
Een kleuterleider of kleuterleidster is verantwoordelijk voor de opvang en vorming van kleuters in het onderwijs. Meestal zijn dat vrouwen, hoewel er in Nederland en Vlaanderen ook een minderheid mannen actief is.
In Nederland werken kleuterleid(st)ers vooral voor de kinderen van groep één en twee.
In Vlaanderen worden kleuterleid(st)ers tewerkgesteld in een al dan niet autonome kleuterschool. In uitzonderlijke gevallen (bij gebrek aan onderwijzers of onderwijzeressen) kunnen zij ook in het eerste of het tweede leerjaar van het lager onderwijs lesgeven.

## Opleiding
Kleuterleid(st)ers worden opgeleid op het niveau (professionele) Bachelor. Vroeger aan een (kleuter-)normaalschool in Vlaanderen of een kweekschool in Nederland, ook wel kleuterkweek of KLOS genaamd.
De opleiding is nogal veelzijdig, omdat het belang van een goede kleuterleidster moeilijk onderschat kan worden. Zij beïnvloeden immers in belangrijke mate, en in een cruciale ontwikkelingsfase van het kind, de ontwikkeling van de kleuters, zowel op motorisch, taalkundig, sociaal, creatief en intellectueel (aanbrengen van lees- en rekenvoorwaarden bijvoorbeeld) gebied. Al deze componenten zitten dus ook in de opleiding. Behalve algemene psychologie, pedagogiek en didactiek bevat het lespakket dus ook taalbeheersing, creatieve vakken (beeldend, ritmisch, muzikaal) en communicatieve vaardigheden, onder meer voor overleg in het schoolteam en voor gesprekken met ouders. In het tweede bachelorjaar komt een observatiestage en in het derde jaar een participatiestage.
Na de basisopleiding kan men in Vlaanderen ook nog een Bachelor-na-bachelor volgen voor het buitengewoon onderwijs.
In Nederland is in 1984 de opleiding tot kleuterleid(st)er met opleiding tot leerkracht lager onderwijs samengevoegd in de Pedagogische academie voor het basisonderwijs (Pabo).
Na de pabo kan een vervolgopleiding gevolgd worden tot leerkracht in het Speciaal Onderwijs (SO)